# Аргентина — Ямайка 5:0
«Аргентина — Ямайка 5:0» — песня российской группы «Чайф» в стиле регги, выпущенная в альбоме 1999 года «Шекогали». Посвящена крупному поражению сборной Ямайки от сборной Аргентины со счётом 0:5 на чемпионате мира по футболу 1998 года.
Песня была создана, когда сам альбом «Шекогали» был уже записан. Солист коллектива, Владимир Шахрин, находился в Париже как раз тогда, когда во Франции проходил чемпионат мира по футболу. Прогуливаясь возле Эйфелевой башни, Шахрин увидел такую картину: темнокожие люди сидели, стуча в барабаны и напевая какую-то грустную песню, а рядом с ними танцевали и веселились аргентинцы. Это был как раз тот день (21 июня 1998), когда сборная Ямайки потерпела крупное поражение на чемпионате, проиграв Аргентине со счётом 0:5. По возвращении в Россию солист «Чайфа» написал текст, а затем родилась и музыка.
На самом матче я не был, результатов не знал, но по реакции болельщиков стало все понятно. В итоге, вернувшись в отель, в знак солидарности с ямайским народом я за ночь написал песню от имени потерпевших, которую можно исполнять на любую реггийную мелодию.рассказывал Шахрин в книге «Открытые файлы»
Эта композиция принесла коллективу всеобщую популярность, послужив образцом для множества переделок и пародий, и по опросу хит-парада «Нашего радио» («Чартова дюжина») возглавила список лучших композиций за 1999 год, а в ноябре 1999 года она получила премию «Золотой граммофон» как лучшая рок-песня.

## Аллюзии
- К тексту песни отсылает строка «Аргентина — Ямайка сыграют со счётом ноль-пять» в композиции «Небо напомнит» группы «Машина времени» (альбом «Time Machine»)[2].
- В октябре 2004 года в Москве состоялась премьера рок-мюзикла We Will Rock You. В одной из сцен в далёком будущем главный герой постановки вдруг вспоминает и начинает напевать песню «Аргентина — Ямайка 5:0».
- 14 июня 2018 года, после победы сборной России над сборной Саудовской Аравии, в первом матче на ЧМ-2018 (тоже со счётом 5:0), Владимир Шахрин переделал припев своей песни «Аргентина — Ямайка 5:0»[3].
- В фильме «Охота на пиранью» уголовник «Зима», оказавшись дома, смотрит в записи матч «Аргентина — Ямайка» (восполняя пропущенные за время отсидки футбольные трансляции) и просит главного героя Кирилла Мазура: «Только счёт не говори. Смотреть неинтересно будет».